# (15724) Zille
(15724) Zille (1990 TW3) – planetoida z grupy pasa głównego asteroid okrążająca Słońce w ciągu 3,57 lat w średniej odległości 2,33 j.a. Odkryta 12 października 1990 roku.